# Championship Auto Racing Teams
Championship Auto Racing Teams (CART) war eine US-amerikanische Autorennsportorganisation, die von 1979 bis 2003 die Formel-Rennserie der Champ Cars ausrichtete.

## Hintergrund
CART wird oftmals als Synonym für die Champ-Car-Serie verwendet. Das ist allerdings nur bedingt richtig. Die CART-Organisation veranstaltete noch weitere Rennserien anderer Klassen (Indy Lights (vormals American Racing Series), Toyota Atlantic Championship, die Trans-AM Series, die Barber Dodge Pro Series und die Formel BMW). Die Verwechslung kam wahrscheinlich dadurch zustande, weil die Champ-Car-Serie aufgrund der engen Verknüpfung mit ihrem Ausrichter, der CART, lange Indy Car (CART) Series genannt wurde. Seit 1980 trug die Serie den Namen des Hauptsponsors PPG Industries – PPG Indy Car World Series. Aufgrund einer Markenrechtsklage der Indy Racing League (IRL) verlor CART die Rechte an dem Namen IndyCar. So hieß die Serie im Jahre 1997 PPG CART World Series, ehe PPG 1998 als Hauptsponsor von Federal Express abgelöst wurde. Ab sofort hieß die Serie CART/FedEx Championship Series. Diesen Namen behielt die Champ-Car-Serie bis zum Ende der CART-Vereinigung einschließlich 2002, FedEx sprang danach als Sponsor ab.

## Geschichte
CART wurde 1979 von Dan Gurney, Pat Patrick und Roger Penske gegründet, um eine demokratische und flexible Organisation des Formel-Rennsports in den Vereinigten Staaten zu ermöglichen, da die bisherige Organisation durch die USAC (US-amerikanischer Formel-Meisterschaft) zu dieser Zeit nicht zufriedenstellend verlief. Insbesondere der Sicherheitsaspekt war von der USAC vernachlässigt worden.
Der CART gelang es in den 1980ern und 1990ern nicht, die Rennserie ausreichend zu stabilisieren und die Interessengruppen zusammenzubringen. Da das wichtigste Rennen der Saison, das Indianapolis 500, Anfang der 1990er Jahre in der Champ-Car-Serie immer mehr an Bedeutung verlor, gründeten die damaligen Besitzer des Indianapolis Motor Speedway Mitte der 1990er Jahre eine eigene Serie in Konkurrenz zur ChampCars-Serie, die Indy Racing League (IRL). Durch die Gründung der damaligen IRL manövrierte sich der US-Formelrennsport selbst in die schwerste Krise seiner Geschichte. Die CART und die IRL konnten ihre Streitigkeiten trotz mehrfachen Gesprächen über eine Vereinigung der beiden Serien nicht beilegen. Der harte Wettbewerb um die Vorreiterschaft im US-amerikanischen Formelsport zwang die CART-Serie Ende 2003 in die Knie. Sie konnte die finanziellen Belastungen nicht mehr stemmen und musste Konkurs anmelden. Eine Gruppe von Teameigentümern kaufte als Open Wheel Racing Series (OWRS) die Mehrheit der CART und führte bis 2007 die Champ Car World Series als direkte Nachfolgeorganisation weiter. Während der Saison 2007 erfolgte die Fusion der bis dahin streitenden Serien. Seit dem Zusammenschluss wird der Name IndyCar Series bis heute verwendet.